# Лысенко, Александр Владимирович
Алекса́ндр Влади́мирович Лысе́нко (род. 18 января 1966) — советский украинский легкоатлет, специалист по бегу на короткие дистанции. Выступал на всесоюзном уровне в конце 1980-х годов, чемпион СССР в беге на 200 метров, многократный призёр первенств всесоюзного и республиканского значения, участник Всемирной Универсиады в Дуйсбурге. Представлял Сумы, спортивные общества «Авангард» и «Труд».

## Биография
Александр Лысенко родился 18 января 1966 года. Занимался лёгкой атлетикой в Сумах, выступал за Украинскую ССР, добровольные спортивные общества «Авангард» и «Труд».
Первых серьёзных успехов на всесоюзном уровне добился в сезоне 1987 года, когда в беге на 100 метров выиграл бронзовую медаль на соревнованиях в Сочи, а в беге на 200 метров финишировал вторым на Мемориале братьев Знаменских в Москве. В обоих случаях установил свои личные рекорды — 10,43 и 20,97 соответственно. Позднее также одержал победу на соревнованиях в Чернигове.
В 1988 году на чемпионате СССР в Таллине завоевал бронзовые награды в беге на 200 метров и в эстафете 4 × 100 метров.
В 1989 году в 200-метровой дисциплине получил серебро на зимнем чемпионате СССР в Гомеле, тогда как на летнем чемпионате СССР в Горьком превзошёл всех соперников на дистанции 200 метров и с украинской командой вновь стал бронзовым призёром в эстафете 4 × 100 метров. Будучи студентом, представлял Советский Союз на Всемирной Универсиаде в Дуйсбурге, где в программе бега на 200 метров остановился на стадии четвертьфиналов.